# Bonaventure Nahimana
Bonaventure Nahimana (* 3. Juni 1959 in Gisebuzi) ist ein burundischer Geistlicher und römisch-katholischer Erzbischof von Gitega.

## Leben
Bonaventure Nahimana besuchte die Grundschule in Giheta und später das Knabenseminar in Mugera. Ab 1979 studierte er Philosophie und Katholische Theologie am interdiözesanen Priesterseminar Pierre Claver in Burasira. Nahimana empfing am 10. August 1986 durch den Erzbischof von Gitega, Joachim Ruhuna, das Sakrament der Priesterweihe.
Nachdem Bonaventure Nahimana 1986 kurzzeitig als Studienpräfekt am Knabenseminar in Mugera gewirkt hatte, wurde er im selben Jahr Verantwortlicher für die Berufungspastoral im Erzbistum Gitega und 1987 zudem Pfarrvikar in Mugera. Von 1988 bis 1993 war Nahimana als Lehrer am Kleinen Seminar in Mugera tätig. Danach war Bonaventure Nahimana Verantwortlicher für das katholische Bildungswesen im Erzbistum Gitega, bevor er 1995 Rektor des Kleinen Seminars in Mugera wurde. 1998 wurde Nahimana für weiterführende Studien in die Elfenbeinküste entsandt, wo er 2001 am Institut en Sciences Pédagogiques et Religieuses in Abidjan ein Lizenziat im Fach Pädagogik erwarb. Nach der Rückkehr in seine Heimat wurde er Spiritual am interdiözesanen Priesterseminar Pierre Claver in Burasira. Ab 2002 war Bonaventure Nahimana Regens des interdiözesanen Priesterseminars Pierre Claver in Burasira sowie Sekretär der Kommission für die Berufungspastoral und die Priesterseminare der Burundischen Bischofskonferenz.
Am 17. Januar 2009 ernannte ihn Papst Benedikt XVI. zum ersten Bischof des mit gleichem Datum errichteten Bistums Rutana. Der Erzbischof von Gitega, Simon Ntamwana, spendete ihm am 28. März desselben Jahres in der Kathedrale Saint-Joseph in Rutana die Bischofsweihe; Mitkonsekratoren waren der Bischof von Bururi, Venant Bacinoni, und der Bischof von Ruyigi, Joseph Nduhirubusa. Sein Wahlspruch Priez pour nous („Betet für uns!“) stammt aus 1 Thess 5,25 . 2012 nahm Bonaventure Nahimana an der Bischofssynode über die Neuevangelisierung teil. Seit 6. Dezember 2019 ist Nahimana zudem Vizepräsident der Burundischen Bischofskonferenz sowie Präsident der Kommission für die Berufungspastoral und die Priesterseminare.
Papst Franziskus ernannte ihn am 19. Februar 2022 zum Erzbischof von Gitega. Das Bistum Rutana verwaltete er noch bis zur Amtseinführung seines Nachfolgers am 12. April 2025 als Apostolischer Administrator.